# Nicolau de Flüe
Nicolau de Flüe (em alemão:  Niklaus von Flüe; Flueli (Sachseln), 1417 – Flueli (Sachseln), 21 de março de 1487) foi um eremita, asceta e místico suíço. É considerado o santo padroeiro da Suíça e algumas vezes invocado como "Irmão Klaus".
Foi canonizado em 1947 por Pio XII.

## Biografia
Niklaus von Flüe nasceu em Flueli, perto de Sachseln, no cantão suíço de Obwalden, filho de camponeses ricos. Destacou-se como soldado na luta contra o cantão de Zurique, que havia se rebelado contra a Antiga Confederação Helvética. Por volta dos 30 anos de idade, casou com Dorothy Wiss, uma filha de agricultores que cultivavam a terra no município de Flüeli no contraforte alpino, acima de Sachseln às margens do lago Sarnen. Continuou ainda a sua carreira militar até aos 37 anos de idade, chegando à patente de capitão, lutando com a espada numa das mãos e segurando o Santo Rosário na outra. Após servir como militar, tornou-se conselheiro e juiz no seu cantão, em 1459. Atuou como juiz por nove anos e, possivelmente por ter entrado em contacto com um movimento religioso chamado "os amigos de Deus)" do qual parece ter ingressado, recusou a oportunidade de servir como "Landamman" (governador) do seu cantão.

## Oração
Niklaus von Flüe rezava esta oração todo dia:
Mein Herr und mein Gott, nimm alles mir, was mich hindert zu dir.
Meu Senhor e meu Deus, tome tudo de mim que me afasta de Ti
Mein Herr und mein Gott, gib alles mir, was mich führet zu dir.
Meu Senhor e meu Deus, dê me tudo que me leva a Ti
Mein Herr und mein Gott, nimm mich mir und gib mich ganz zu eigen dir.
Meu Senhor e meu Deus, tome-me todo e faça-me todo Teu.

## Ligações exteriores
- S. Nicolau de Flue, eremita, confessor, +1487, evangelhoquotidiano.org